# .22 Long

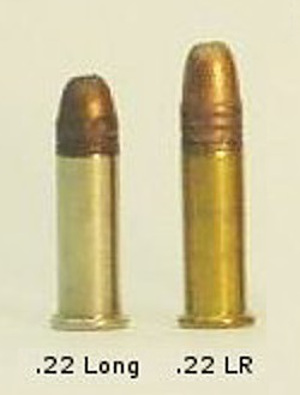

O .22 Long é uma variante do cartucho de fogo circular no calibre .22 (5,6 mm). O .22 Long é o segundo mais antigo dos cartuchos de fogo circular, tendo sido lançado em 1871, quando a carga original desse cartucho era um projétil de 1,9 g (29 gr) e 0,32 g (5 gr) de pólvora, 25% a mais que o .22 Short no qual ele era baseado. Ele foi projetado para revólveres, mas logo passou também a ser usado em rifles, nicho no qual ganhou grande reputação como um pequeno cartucho para jogos, e vendeu muito bem.

## Histórico
Em 1887, o estojo do .22 Long foi combinado com o projétil mais pesado de 2,6 g (40 gr) do .22 Extra Long (de 1880), tendo por consequência, um comprimento total um pouco maior, gerando mais energia de saída do cano e performance superior, para as atividades de caça e tiro ao alvo, tornando o .22 Long original e o .22 Extra Long obsoletos. Muitas armas de fogo projetadas para o .22 Long Rifle podem usar o cartucho menor, apesar do .22 Long não gerar energia suficiente para operar em armas armas semiautomáticas. Um remanescente da linha .22 Long, é o .22 CB Long, uma versão com estojo mais comprido do .22 CB Cap.

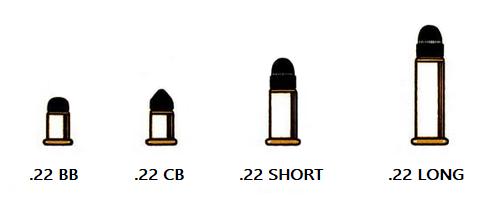
Comparação do .22 Long com cartuchos menores